# Trung Chính, Cơ Long

Vị trí tại Cơ Long

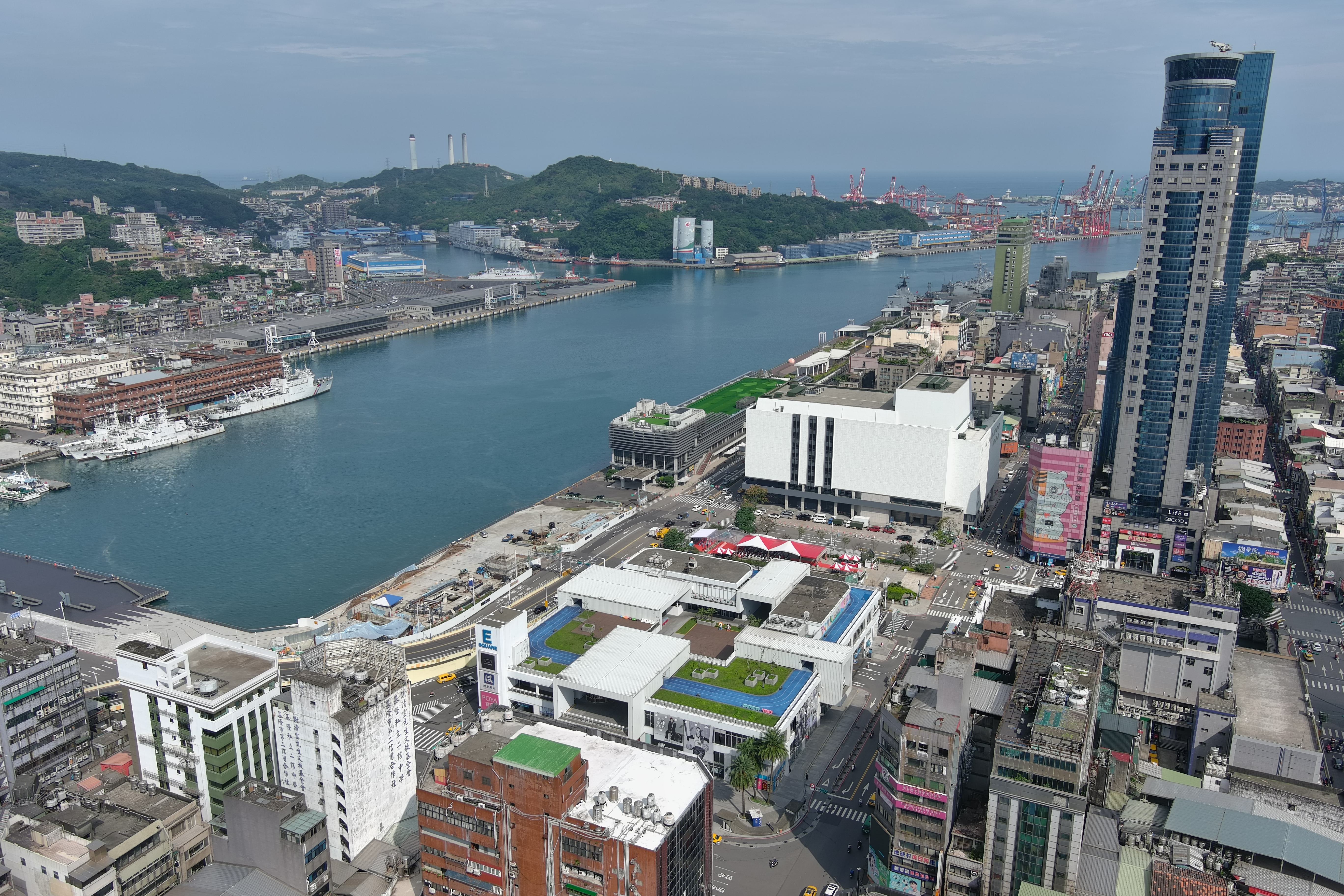
Trung Chính

Trung Chính (tiếng Trung: 中正區; bính âm: 中正區) là một khu (quận) của thành phố Cơ Long, tỉnh Đài Loan, Trung Hoa Dân Quốc (Đài Loan). Quận nằm ở phía đông bắc Cơ Long và tòa thị chính của thành phố nằm trên địa bàn quận. Trường đại học Hải dương Quốc lập Đài Loan cũng nằm tại Trung Chính. Quận có diện tích 10,2112 km², dân số vào tháng 8 năm 2011 là 54.605 người thuộc 22.085 hộ gia đình, mật độ cư trú đạt 5347,6 người/km².